# Белая сажа
Белая сажа — гидратированный диоксид кремния, который получают осаждением из раствора силиката натрия (жидкого стекла) кислотой, чаще всего серной, с последующей фильтрацией, промывкой и сушкой.
Является основой для получения большого количества наполнителей для полимерных композиционных материалов, которые являются продуктами модификации белой сажи органическими модификаторами, чаще всего полимерным воском.
Белой сажей изредка называют нитрид бора, получаемый «сжиганием» пентаборана в азоте.
Пигментом белая сажа называется мелкодисперсный оксид цинка ZnO. 